# Яматайкино
Яматайкино (мар. Лапсола) — деревня в Горномарийском районе Марий Эл Российской Федерации. Входит в состав Пайгусовского сельского поселения.
Численность населения — 36 чел. (2014 год).

## Этимология
Марийское название происходит от слов лап «низина» и сола «селение, деревня». Официальное название указывает на имя Яматай тюркского происхождения одного из первопоселенцев.

## География
Располагается в 2,5 км от административного центра сельского поселения — села Пайгусово.

## История
Деревня впервые упоминается в 1859 году.

## Население
| 2002 | 2010 | 2014 |
| ---- | ---- | ---- |
| 43   | →43  | ↘36  |